# Водиці-при-Калобю
Водиці-при-Калобю (словен. Vodice pri Kalobju) — поселення в общині Шентюр, Савинський регіон, Словенія. 
Висота над рівнем моря: 520,1 м.